# Dürkheimer Bruch
Der Dürkheimer Bruch [bru:χ] nordöstlich von Bad Dürkheim ist ein 698 ha großes FFH-Gebiet und Teil des Landschaftsschutzgebietes Bad Dürkheimer und Erpolzheimer Bruch. Der Großteil des Bruches gehört auch zum Europäischen Vogelschutzgebiet Haardtrand.

## Beschaffenheit
Er gehört sowohl zur Verbandsgemeinde Maxdorf im Rhein-Pfalz-Kreis, als auch zur Stadt Bad Dürkheim und der Verbandsgemeinde Freinsheim, im Landkreis Bad Dürkheim. Das 2005 von der EU bestätigte FFH-Gebiet Dürkheimer Bruch und das 1981 ausgewiesene Landschaftsschutzgebiet Bad Dürkheimer und Erpolzheimer Bruch sind flächenmäßig nicht identisch.
Wechselfeuchte Wiesen, kleine Fließgewässer, Hecken, Gebüsche und Baumgruppen prägen das Landschaftsbild. Durch das Gebiet strömt der Bach Isenach. Außergewöhnlich im Dürkheimer Bruch sind die Salzwiesen.

### Fauna und Flora
Der Dürkheimer Bruch beheimatet seltene Tierarten, vor allem geschützte Vögel und Schmetterlinge:
| - Steinkauz (Athene noctua) - Grauammer (Emberiza calandra) - Grünspecht (Picus viridis) - Kiebitz (Vanellus vanellus) - Neuntöter (Lanius collurio) - Pirol (Oriolus oriolus) - Schwarzkehlchen (Saxicola rubicola) - Wachtelkönig (Crex crex) - Kreuzkröte (Bufo calamita) - Wechselkröte (Bufo viridis) | - Zauneidechse (Lacerta agilis) - Mauereidechse (Podarcis muralis) - Feldgrashüpfer (Chorthippus apricarius) - Wiesengrashüpfer (Chorthippus dorsatus) - Sumpfschrecke (Mecosthetus grossus) - Rotklee-Bläuling (Cyaniris semiargus) - Großer Feuerfalter (Lycaena dispar) - Dunkler Wiesenknopf-Ameisenbläuling (Maculinea nausithous) - Heller Wiesenknopf-Ameisenbläuling (Maculinea teleius) - Schmale Windelschnecke (Vertigo angustior) |

Ausnahmsweise brütete auch die Sumpfohreule im Gebiet. Es gibt Nachweise der Zwergohreule.

## Beeinträchtigung der Natur im FFH-Gebiet
Im FFH-Gebiet Dürkheimer Bruch sind nach der Schutzausweisung Vogelarten wie Bekassine und Großer Brachvogel als Brutvogel verschwunden und im Bereich des westlichen Bruch sogar die Feldlerche. Insbesondere im Bereich 28. Bruchgewann ist das Schutzgebiet durch zunehmende intensive und naturzerstörerische Pferdehaltung massiv beeinträchtigt. Es wurden bis in die Gegenwart neue Pferdeställe mit Beleuchtungsmasten errichtet. Die Beleuchtungsmasten führen zu einer Lichtverschmutzung in den Abendstunden und im Winter. Bäume, Hecken und Gebüsche rodete man. Auf früheren Mähflächen schüttete man große Mengen Erde auf. Der Pferdemist wird teilweise seit Jahren auf ungenehmigten Ablagerungsstellen deponiert. Obwohl im Vogelschutzgebiet bzw. FFH-Gebiet Handlungen, die im Widerspruch zu den Erhaltungszielen stehen, verboten sind, reagieren die zuständigen Behörden, wie die Untere Naturschutzbehörde, kaum auf die rechtswidrigen Vorgänge im Gebiet bzw. beantworteten 2019 nicht einmal Anfragen, obwohl vom Naturschutzverein Pollichia darauf hingewiesen wurde. Noch 2017 wies die Verbandsgemeinde Maxdorf ein Baugebiet im Dürkheimer Bruch aus.
Japanischer Staudenknöterich, eine invasive Pflanze, die mit Dominanzbeständen andere Arten verdrängt, bereitet weitere Probleme.

## Der Käskönig-Brauch
Laut Johann Georg Lehmann gehörte der Dürkheimer Bruch 1035 zum salischen Stiftungsgut des Klosters Limburg. Sehr früh schon gewährte dessen  Abt der Gemeinde Dürkheim die Ausübung der dortigen Weiderechte. Dürkheim ließ an diesen Rechten, gegen eine Gebühr, auch Nachbardörfer teilhaben. Alljährlich am Pfingstmontag ritt ein Beauftragter umher, um die fälligen Abgaben einzusammeln. Da sie neben Geld zumeist in Käse bestanden, wurde der Sammler auch als „Käskönig“ bezeichnet. Dieser Käskönig-Brauch existierte noch bis zum Ende des 18. Jahrhunderts. Michael Frey hält in seiner Beschreibung des Rheinkreises fest, dass beispielsweise der Müller auf der Eyersheimer Mühle als Einzelabgabe 15 Albus und einen Käse zu entrichten hatte. Der Inhaber des Eyersheimer Hofes, auf den die Verpflichtungen des ehemaligen Dorfes Eyersheim übergegangen waren, musste hingegen 15 Albus und 32 Käse entgelten. Karl Geib schreibt in seinem „Reisehandbuch durch alle Teile der königlich bayerischen Rheinpfalz“, der Eyersheimer Hof sei der Endpunkt des alljährlichen Käskönig-Rittes gewesen, wo eine „ländliche Lustbarkeit“ stattgefunden habe, bevor der Käskönig wieder nach Bad Dürkheim zurückkehrte. In Erinnerung an den historischen Brauch gibt es heute in Bad Dürkheim das Käskönigfest.